# Tim Webber

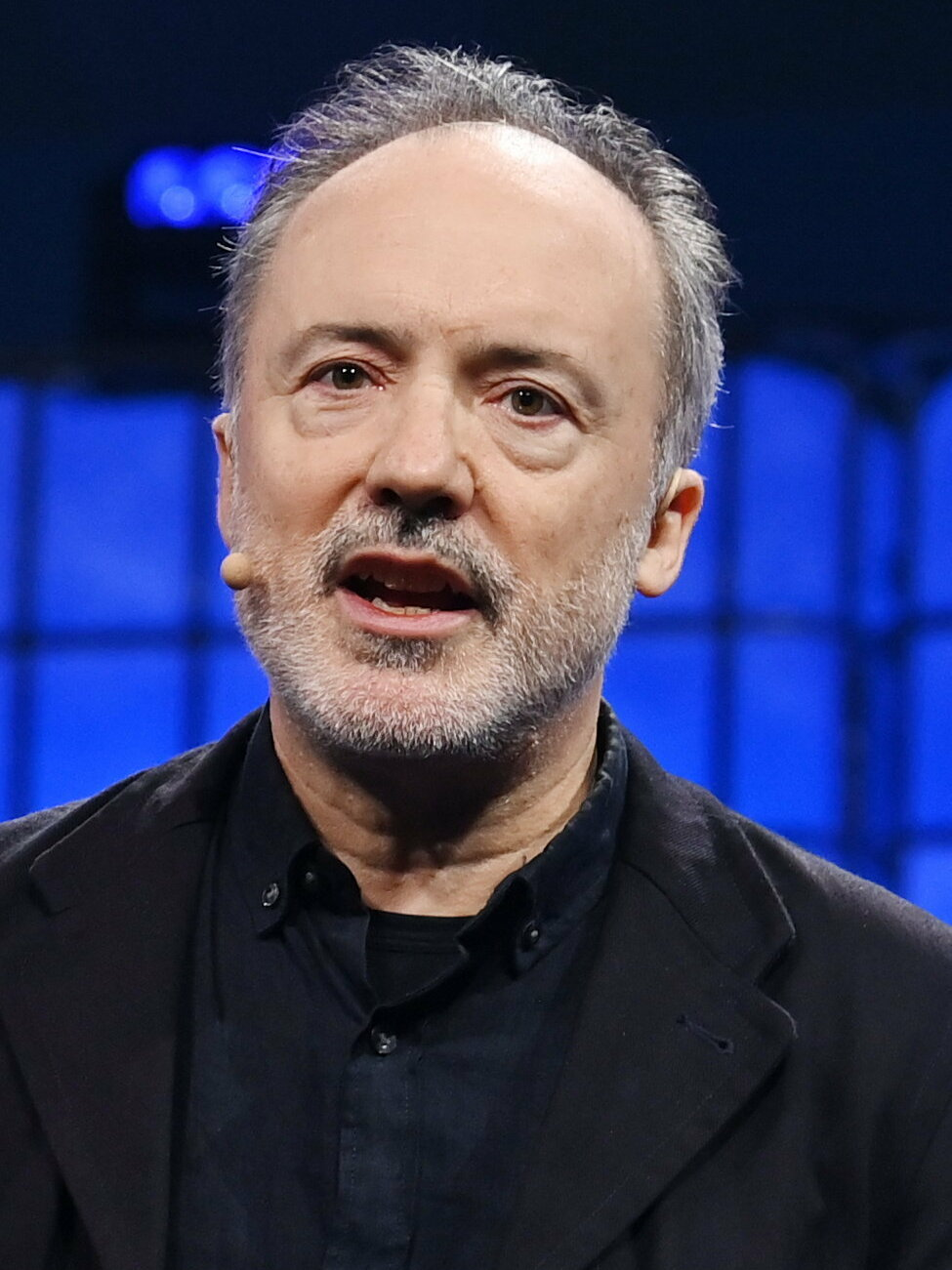
Tim Webber nel 2023

Tim Webber (Londra, ...) è un effettista britannico.

## Biografia
Nel 1988 entra a far parte della Framestore, società di effetti visivi britannica. Ha lavorato in Harry Potter e il calice di fuoco (2005), Il cavaliere oscuro (2008), Avatar (2009), e Gravity (2013), per il quale ha ricevuto il premio Oscar ai migliori effetti speciali nell'edizione del 2014.

## Filmografia

### Supervisore agli effetti visivi
- I viaggi di Gulliver (Gulliver's Travels), regia di Charles Sturridge - miniserie TV (1996)
- Favole (FairyTale: A True Story), regia di Charles Sturridge (1997)
- Una vita esagerata (A Life Less Ordinary), regia di Danny Boyle (1997)
- Lawn Dogs, regia di John Duigan (1997)
- Merlino, regia di Steve Barron - miniserie TV (1998)
- Notting Hill, regia di Roger Michell (1999)
- Mansfield Park, regia di Patricia Rozema (2000)
- Shackleton, regia di Charles Sturridge - miniserie TV (2002)
- Love Actually - L'amore davvero (Love Actually), regia di Richard Curtis (2003)
- L'amore fatale (Enduring Love), regia di Roger Michell (2004)
- The Libertine, regia di Laurence Dunmore (2004)
- Harry Potter e il calice di fuoco (Harry Potter and the Goblet of Fire), regia di Mike Newell (2005)
- Lassie, regia di Charles Sturridge (2005)
- I figli degli uomini (Children of Men), regia di Alfonso Cuarón (2006)
- Il cavaliere oscuro (The Dark Knight), regia di Christopher Nolan (2008)
- Nel paese delle creature selvagge (Where the Wild Things Are), regia di Spike Jonze (2009)
- Avatar, regia di James Cameron (2009)
- Gravity, regia di Alfonso Cuarón (2013)